# Тіразабад
Тіразабад (перс. طيرزاباد) — село в Ірані, у дегестані Рудбар, в Центральному бахші, шагрестані Тафреш остану Марказі. За даними перепису 2006 року, його населення становило 63 особи, що проживали у складі 14 сімей.

## Клімат
Середня річна температура становить 13,77°C, середня максимальна – 32,85°C, а середня мінімальна – -8,87°C. Середня річна кількість опадів – 266 мм.
| Клімат поселення                              | Клімат поселення | Клімат поселення | Клімат поселення | Клімат поселення | Клімат поселення | Клімат поселення | Клімат поселення | Клімат поселення | Клімат поселення | Клімат поселення | Клімат поселення | Клімат поселення | Клімат поселення |
| Показник                                      | Січ.             | Лют.             | Бер.             | Квіт.            | Трав.            | Черв.            | Лип.             | Серп.            | Вер.             | Жовт.            | Лист.            | Груд.            |                  |
| Середній максимум, °C                         | 8,30             | 10,22            | 15,70            | 22,22            | 26,79            | 32,06            | 32,85            | 31,73            | 27,54            | 21,77            | 15,05            | 8,80             |                  |
| Середня температура, °C                       | −0,29            | 1,63             | 7,11             | 13,64            | 18,20            | 23,48            | 26,80            | 25,68            | 21,50            | 15,74            | 9,02             | 2,77             |                  |
| Середній мінімум, °C                          | −8,87            | −6,94            | −1,48            | 5,05             | 9,62             | 14,89            | 20,76            | 19,65            | 15,46            | 9,70             | 2,97             | −3,27            |                  |
| Норма опадів, мм                              | 39               | 36               | 47               | 35               | 28               | 4                | 1                | 1                | 0                | 12               | 24               | 39               |                  |
| Середньомісячна швидкість вітру, м/с          | 2.06             | 2.10             | 2.74             | 3.04             | 2.88             | 2.70             | 2.84             | 2.63             | 2.35             | 2.27             | 1.94             | 1.45             |                  |
| Середньомісячна сонячна радіація, кДж/м²·день | 8817             | 11972            | 14524            | 18100            | 22070            | 26539            | 25898            | 23756            | 20380            | 14951            | 10794            | 8715             |                  |
| --------------------------------------------- | ---------------- | ---------------- | ---------------- | ---------------- | ---------------- | ---------------- | ---------------- | ---------------- | ---------------- | ---------------- | ---------------- | ---------------- | ---------------- |
| Джерело:                                      |                  |                  |                  |                  |                  |                  |                  |                  |                  |                  |                  |                  |                  |